# Bright Food
Bright Food (Group) Company Limited (光明食品, «Брайт Фуд») — одна из крупнейших пищевых компаний Китая. Основана в 2006 году, штаб-квартира расположена в Шанхае. Контрольный пакет акций Bright Food принадлежит правительству Шанхая через суверенный фонд Shanghai Municipal Investment Group.

## История
В 1954 году шанхайские власти построили ферму на побережье района Фэнсянь, а в 1959 году — на острове Чунминдао. Для управления этими фермами в 1963 году была создана Шанхайская сельскохозяйственная администрация, которую в 1970 году переименовали в Шанхайскую фермерскую администрацию. Позже сельскохозяйственные фермы, подчинённые шанхайским властям, были организованы в соседних провинциях Аньхой и Цзянсу.
В 1980 году властями Шанхая была создана муниципальная Шанхайская сельскохозяйственная промышленно-коммерческая корпорация, которую в 2004 году переименовали в Shanghai NGS (Group) Co. В 2006 году Shanghai NGS, Yiming No.1 Food Factory (владелец бренда Bright), Shanghai Sugar Industry, Shanghai Tobacco and Alcohol Group и некоторые дочерние структуры холдинга Jin Jiang International объединились в новую пищевую группу Bright Food (Group) Co.
В 2010 году Bright Food приобрела контрольный пакет акций новозеландской молочной компании Synlait, в 2011 году — австралийской пищевой компании Manassen Foods, в 2012 году — британской пищевой компании Weetabix (в 2017 году фирма была продана американским инвесторам), в 2014 году — израильской молочной компании Tnuva и итальянского производителя оливкового масла и уксуса Società per Azioni Lucchese Olii e Vini (SALOV), включая бренды Filippo Berio и Sagra, в 2015 году — новозеландской мясной компании Silver Fern Farms.
В 2018 году был исключён из партии и арестован за коррупцию бывший председатель Bright Food Лю Йонцзэ, возглавлявший компанию до конца 2015 года. В 2019 году чистая прибыль Bright Dairy выросла на 45,8 % в годовом исчислении и составила 498 млн юаней (около 70,3 млн долл. США), а выручка выросла на 7,5 % в годовом выражении и составила 22,56 млрд юаней.

## Дочерние компании
Четыре компании, входящие в состав Bright Food, имеют листинг на фондовых биржах:
- Bright Dairy & Food Co. (Шанхай)[12]
- Shanghai Maling Aquarius Co. (Шанхай)[13]
- Shanghai First Provisions Store Co. (Шанхай)
- Shanghai Haibo Co. (Шанхай)

Зарубежные активы:
- Tnuva (Израиль)
- Synlait (Новая Зеландия)
- Manassen Foods (Австралия)
- Società per Azioni Lucchese Olii e Vini (Италия)

## Продукция
Предприятия Bright Food выпускают: 

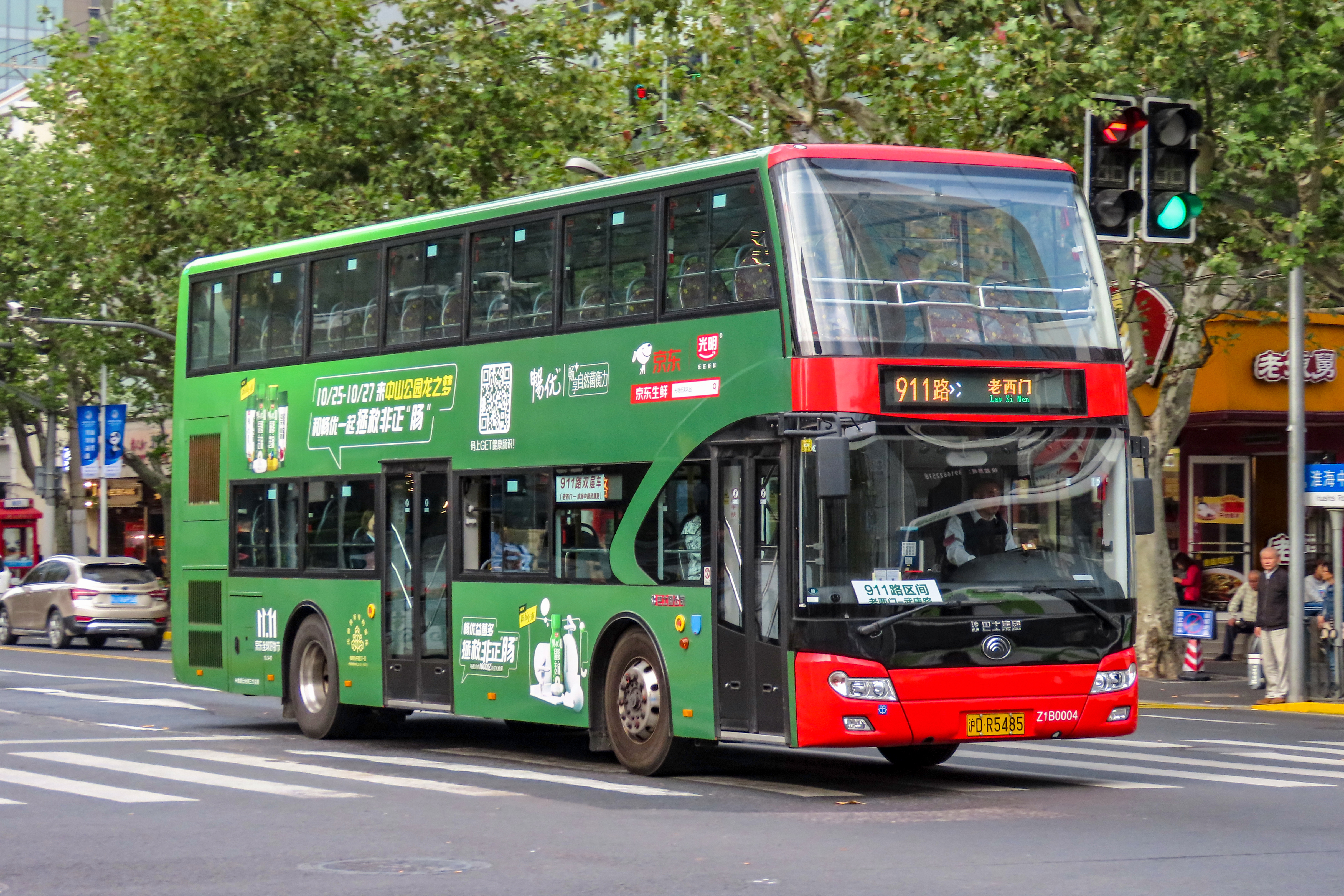
Реклама йогурта Bright Food на автобусе

- молочную продукцию (в том числе йогурты, мороженое, сухое и пакетированное молоко, сметану, творог, сыры и детское питание);
- кондитерские изделия (в том числе печенье, конфеты марки «Белый кролик» и шоколадные плитки);
- мясные консервы, замороженную свинину и утиное мясо;
- маринованные овощи, фасованные рис и сахар;
- питьевую бутилированную воду, фруктовые соки и рисовое вино;
- уксус, оливковое масло, соусы;
- ароматизаторы и приправы.